# Schéma régional de développement économique
En France, le schéma régional de développement économique ou SRDE, était un instrument qui fixait les grandes orientations stratégiques d'une région en matière économique. Il était permis par la loi n°2004-809 du 13 août 2004 relative aux libertés et responsabilités locales. Le SRDE devait faire l'objet d'une concertation avec les collectivités territoriales, leurs groupements et les chambres consulaires.
Les SRDE ont été remplacés en 2015 avec la loi Notre par les SRDEII (schéma régional de développement économique, d'innovation et d'internationalisation), 
Les SRDE avaient ainsi pour vocation de :
- Coordonner les actions de développement économique sur le territoire régional,
- Définir les orientations stratégiques de la région en matière économique,
- Promouvoir un développement économique équilibré de la région,
- Développer l'« attractivité du territoire » régional,
- Prévenir les risques d'atteinte à l'équilibre économique de tout ou partie de la région.

## Élaboration concertée entre les acteurs régionaux
Au départ, l'État confiait à la Région le soin d'élaborer un « schéma régional de développement économique » (en première lecture du projet de loi, cette initiative n'appartenait qu'aux régions). L'État a ainsi décidé de demander à tous les Conseils régionaux d'élaborer un SRDE.
Pour élaborer un schéma régional, le Conseil régional se concertait avec l'ensemble des acteurs publics qui contribuent ou sont liés aux questions de développement économique et social sur le territoire : départements, communes et leurs groupements, chambres consulaires. Le SRDE devait "prendre en compte les orientations stratégiques découlant des conventions passées entre la région, les collectivités territoriales ou leurs groupements et les autres acteurs économiques et sociaux du territoire concerné". Une fois adopté par le Conseil régional réuni en assemblée plénière, celui-ci devait le communiquer au préfet de région.